# یو کاشی
یو کاشی (香椎 由宇؛ زادهٔ ۱۶ فوریهٔ ۱۹۸۷) یک هنرپیشه، و مدل اهل ژاپن است.